# Nya Ulriksdal

Nya Ulriksdal är ett nybebyggt område, ett så kallat stadsutvecklingsprojekt, i Solna kommun med bostäder, kontor och butiker.
Det ligger inom stadsdelen Järva mellan Ulriksdals station, Bagartorp och stadsdelen Ulriksdal.
Det ligger på mark som tidigare varit Ulriksdals galoppfält mellan Järva krog och Överjärva gård.

## Historik
Drottning Kristinas kröningståg passerade genom området 1650, på väg från Ulriksdals slott in till Stockholm. [källa behövs]
Marken tillhörde tidigare Överjärva gård. Järnvägsstationen Järva öppnade 1866 då Norra stambanan invigdes. 
År 1919 anlades här galoppbanan Stockholm Jerfva. Under 1921/1922 bytte järnvägsstationen och kapplöpningsbanan båda namn till 'Ulriksdals station' respektive 'Ulriksdals kapplöpningsbana' efter det närliggande Ulriksdals slott. Det var dels för att få en mer kunglig prägel men att också för att stationsnamnet ofta förväxlats med 'Järna' och 'Järle'. Galoppbanan flyttade 1960 till Täby.
Golf började spelas på fältet under 1970-talet och 1986 bildades Ulriksdals GK. (En del av golfverksamheten kommer att finnas kvar även efter att hela området är färdigbyggt.)
I augusti 2005 förvärvade PEAB galoppfältet och började utveckla "Nya Ulriksdal".

## Planering
Nya Ulriksdal är ett område under tillväxt. När allt är klart skall det finnas plats för 1 500 bostäder och cirka 125 000 kvadratmeter för kontor, handel och service. I området finns förskola och skola med idrottshall. Närservicen utökas successivt med bland annat fler butiker, restauranger och gym. 
Namnet Galoppvägen påminner om den gamla galoppbanan liksom nya kvartersnamn som Kapplöpningen, Jockeyn, Måldomaren, Vinnaren och Totalisator.

## Omgivning
Norrut ligger utflyktsmålet Överjärva gård. Därifrån är det nära till frilufts- och grönområdena Igelbäckens naturreservat och Ulriksdals slottspark. På lite längre avstånd i sydöst ligger Hagaparken. De två sistnämnda parkerna är delar av Stockholms Nationalstadspark, den första i sitt slag i världen.
Cirka en kilometer söderut ligger Arenastaden med Strawberry Arena och köpcentrumet Mall of Scandinavia.
Närmaste vårdcentral är Bergshamra Ulriksdal vårdcentral på Bergshamra torg.

## Kommunikationer
Nya Ulriksdal ligger nära trafikplats Järva krog där Enköpingsvägen/Bergshamraleden (E18) möter Uppsalavägen (E4).
Pendeltåg stannar vid Ulriksdals station och olika busslinjer har hållplatser på östra och västra sidan om denna.
Närmaste tunnelbanestation ligger i Bergshamra (röda linjen). 
Kommunen har i oktober 2015 angivit att man förordrar en utbyggnad av den nya tunnelbanegrenen från Solna station till Nya Ulriksdal och därifrån vidare till Bergshamra.

## Bilder

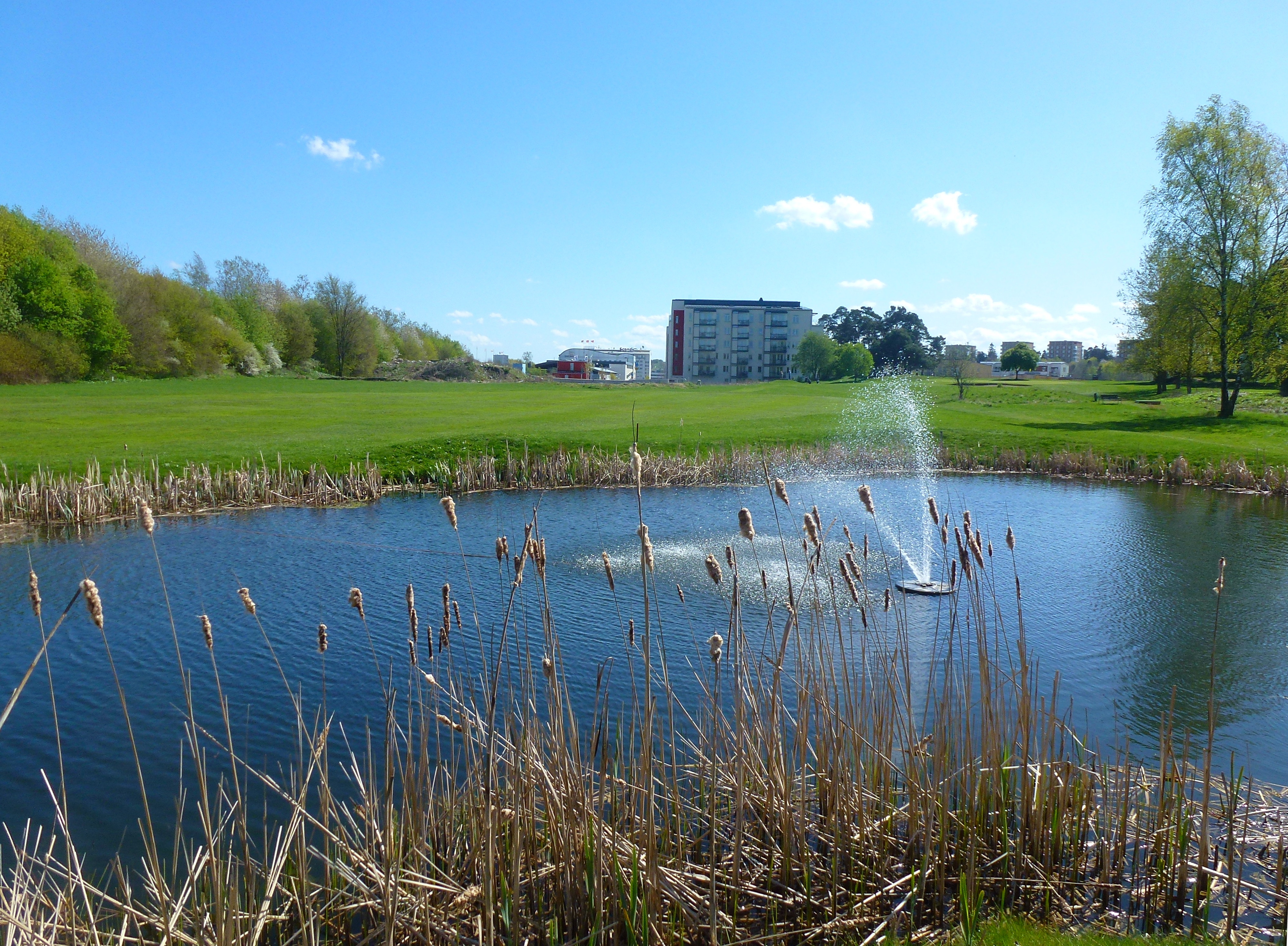
Ulriksdals GK
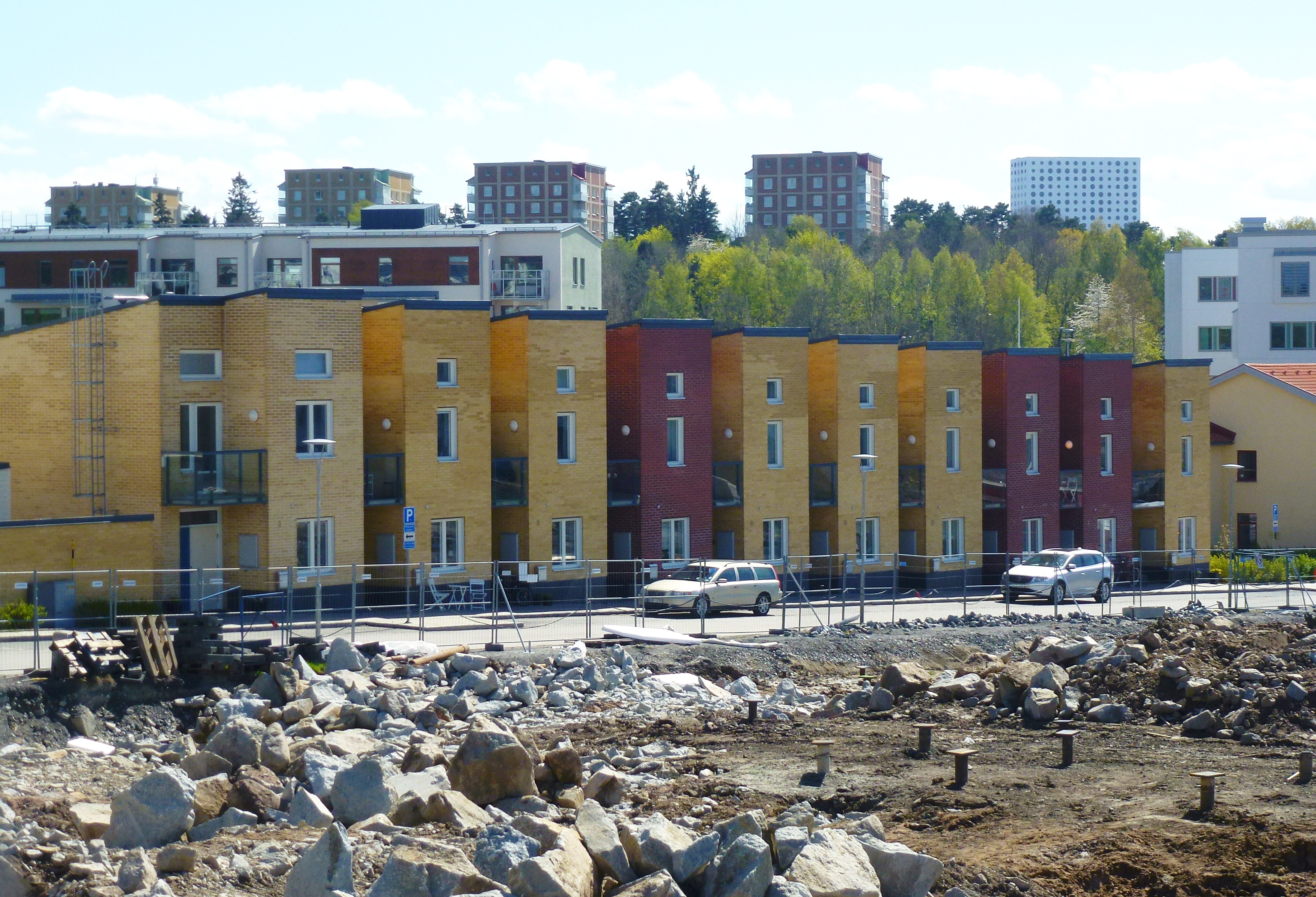
Nya Ulriksdal, stadsradhus